# Kiss and Tell (1945)
Kiss and Tell is een Amerikaanse film uit 1945, geregisseerd door Richard Wallace, met de toen 17-jarige Shirley Temple in de hoofdrol. De film is gebaseerd op het gelijknamige Broadway-toneelstuk dat op zijn beurt gebaseerd is op de Corliss Archer-kortverhalen. De verhalen, het toneelstuk en de film zijn allemaal geschreven door F. Hugh Herbert.

## Verhaal
Corliss Archer en Mildred Pringle zijn twee tienermeisjes die hun respectievelijke ouders veel kopzorgen baren wanneer ze geïnteresseerd raken in jongens. Het gekibbel van de ouders over welk meisje de slechtste invloed heeft veroorzaakt nog meer problemen. Wanneer Mildred en Corliss' broer Lenny, die van het leger verlof heeft gekregen vlak voor hij naar de oorlog gestuurd wordt, in het geheim trouwen besluiten ze dat daarom alleen aan Corliss te vertellen. Maar dan raakt Mildred zwanger.

## Rolverdeling
| Acteur              | Personage              |
| ------------------- | ---------------------- |
| Shirley Temple      | Corliss Archer         |
| Jerome Courtland    | Dexter Franklin        |
| Walter Abel         | Harry Archer           |
| Katharine Alexander | Janet Archer           |
| Robert Benchley     | oom George Archer      |
| Porter Hall         | Bill Franklin          |
| Virginia Welles     | Mildred Pringle        |
| Tom Tully           | Bob Pringle            |
| Darryl Hickman      | Raymond Pringle        |
| Mary Philips        | Dorothy Pringle        |
| Scott McKay         | soldaat Jimmy Earhart  |
| Scott Elliott       | luitenant Lenny Archer |

## Trivia
- in Nederland en België werd de film uitgebracht onder de naam In 't geheim getrouwd